# الحرب العائلية الثالثة (فلم)
الحرب العائلية الثالثة هو فيلمٌ أنتجه التلفزيون المصري. من بطولة ماجد المصري، وشيرين، وسعيد صالح، وحجاج عبد العظيم، وعلاء زينهم، وتأليف سمير الجمل، وإخراج حسن إبراهيم.

## قصة الفيلم
يمتلك الزوجان فوزي الباجوري (ماجد المصري)، وفوزية مصطفى (شيرين) شركة F.F. للإعلانات التجارية (اسم الشركة مستوحىً من اسميهما)، لكن رغبتهما في الطلاق جعلتهما يتفقان على تقسيم كلَ شيء يمتلكانه، بما فيه ذلك الشركة، والفيلا التي يسكنان فيها.
ينتهز الصياد (سعيد صالح)، وهو صاحب شركة إعلانات فاشلة، انفصال الزوجين لكي يحاول أن ينافسهما في مجال الإعلانات، ويقوم الصياد باستغلال فتحي (محمود طوبار)، وهو أخو فوزية العاطل عن العمل، لكي يتسلل إلى أماكن عمل الزوجين، ويقوم بسرقة نشاطهم الإعلاني، ومنحه للصياد مقابل المال!

## قائمة الشخصيات
| - شيرين في دور فوزية، صاحبة شركة FF. - ماجد المصري في دور فوزي، زوج فوزية وشريكها. - ليلى جمال في دور أم فوزية. - محمود طوبار في دور فتحي، شقيق فوزية العاطل عن العمل. | - سعيد صالح في دور الصياد، صاحب شركة إعلانات فاشلة. - سيد حاتم في دور كارتر، مساعد الصياد. - أحمد عقل في دور رجل الأعمال أبو كوز. - جميلة عزيز في دور سكرتيرة فوزي. |